# Коса (народ)
Ко́са (англ. Xhosa; МФА: [ˈkǁʰoːsa] ( прослухати), амакоза, південні зулу, застаріле — кафри) — народ мовної групи банту у Південній Африці.

## Територія проживання і чисельність

Територія проживання коса на мапі Південної Африки

Люди коса (амакоза) проживають у Південно-Африканській республіці, переважно у Капіській провінції, — згідно з даними перепису 2001 р. їхня чисельність у країні оціночно становить бл. 7,9 млн чол.; ще 5 000 чол. коса живуть у Ботсвані

## Мова і релігія
Коса розмовляють мовою ісікоса (isiXhosa), яка, належачи до мов банту зазнала на собі великого впливу з боку койсанських мов, що зокрема, позначилося на наявності цокаючих і свистячих звуків (кліків). Існує національна література, мова коса представлена в ЗМІ, нею ведеться радіомовлення, створено розділ Вікіпедії.
Серед коса традиційними є явища білінгвізму та полілінгвізму (африкаанс, зулуська, англійська тощо).
За віросповіданням коса — протестанти та послідовники афро-христистиянських церков; ще частина (бл. 25 %) додержується традиційних культів.

## Історія

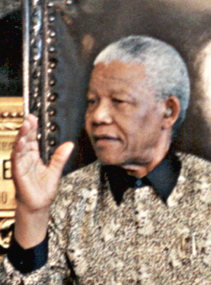
Нельсон Мандела, 1998

За генеалогічними переказами коса є вихідцями з Півночі й нащадками легендарного вождя Коса, від імені якого і походить автонім. Коса є одними з найпівденніших народів банту, через що багато аспектів їх культури пов'язано з койсанськими народами, з якими коса активно контактували.
На початок XVIII ст. скотарські племена коса об'єднались у союз і протягом ста років (1770-і — 1870-і рр.) чинили збройний спротив колонізаторам (т. зв. Кафрські війни). У Британській Південній Африці коса жили в автономних територіях, що стали адміністративними районами Південної Африки в 1910 р.
З 1948 р., коли владу в південній Африці (ПАР) в результаті парламентських виборів перебрала на себе Африканерська Національна партія, і країна Південна Африка вийшла зі Співдружності, очолюваної Великою Британією, а в самій державі установився режим апартеїду, представники коса, як і решти корінних народів, потерпали від утисків з боку білої адміністрації.
В цей час коса населяли бантустани Ціскей і Транскей. Разом з іншими «кольоровими» коса стають у відверту опозицію до офіційної влади. Одним з найактивніших діячів опозиції був тоді найвідоміший зараз представник народу коса Нельсон Мандела, який на президентських виборах 1994 р. отримав перемогу й очолив державу, що ознаменувало кінець доби апартеїду. Нельсон Мандела отримав Нобелівську премію миру (1993).
Попри явне покращення ситуації в ПАР питання міжетнічної злагоди й інтегрованості суспільства залишається нерозв'язаним.

## Господарство, суспільство і культура

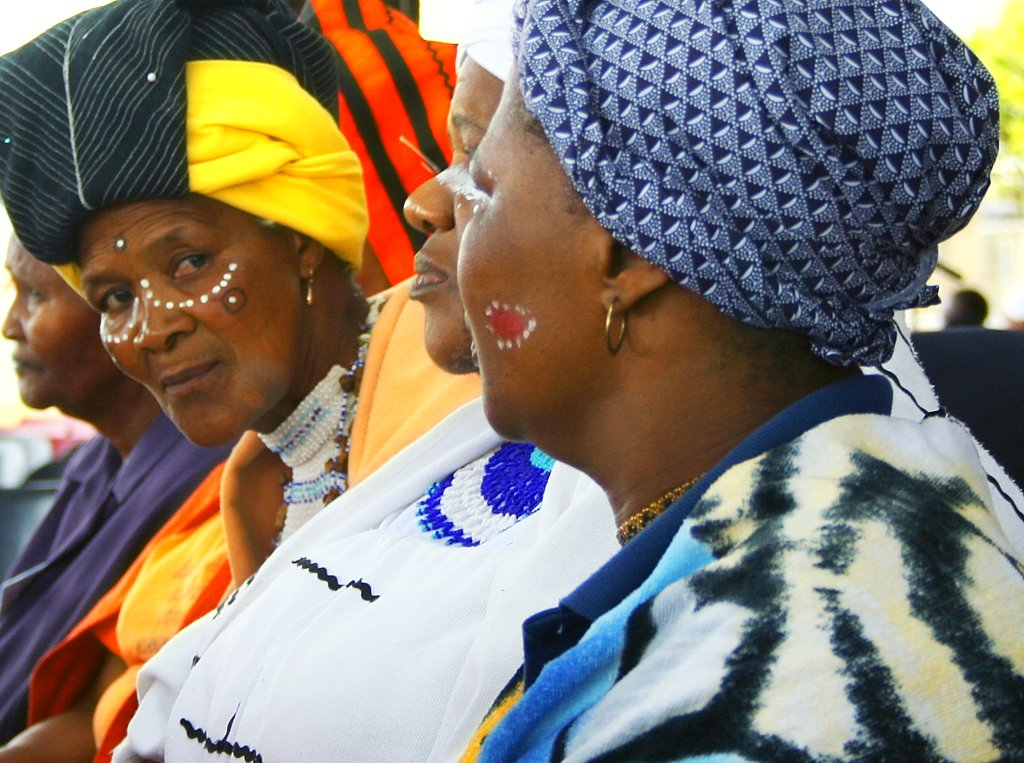
Жінки у традиц. вбранні, 2006

Традиційні заняття коса — ручне підсічно-вогневе землеробство (просо, кукурудза, бобові, тютюн) та пасовищне скотарство. Серед ремесел розвинута металургія. Зараз розповсюджені відхідництво та наймана праця.
У коса зберігається родовий поділ, форма організації влади — вождівство.
Оскільки гончарство у коса розвинуте неналежним чином, посуд і хатнє начиння в них раніше було переважно з дерева або плетене.
Традиційна їжа — каші та молочні продукти.
Традиційні вірування представлені пережитками, велике значення культу предків. На суспільство коса великий вплив мали жерці і ворожбити.
У коса розвинутий фольклор. Збірку казок і байок коса (кафірів) видав британський дослдник Ґеорґ Тіль (Georg McCall Theal) у 1886 році.

## Факти
- В етнічній історії коса була надзвичайно трагічна сторінка, викликана посиленою вірою народа ворожбитам і жерцям — у 1856 році внаслідок облудного пророцтва люди коса забили всю худобу, що невдовзі призвело до жорсткого голоду, від якого за підрахунками фахівців загинуло до 2/3 від загалу людей коса.

- Як і в інших народів банту Південної Африки головним скарбом і мірилом майнового стану для людей коса є худоба. Також худоба є основою викупу за наречену.

- Незважаючи на велике поголів'я худоби, м'ясо вживали коса лише у виключних випадках, зокрема, під час жрецьких церемоній, в тому числі воно правило за пожертви.

## Виноски
1. ↑  South Africa grows to 44.8 million
2. ↑  Вікіпедія мовою ісікоса